# فرهاد فخر الديني
فرهاد فخر الديني (بالفارسية: فرهاد فخر الدينى) من مواليد مدينة تبريزعام 1937م، موسيقي إيراني أسس فرقة الأوركسترا الوطنية عام 1998 وظل رئيسًا لها إلى أن قدم استقالته عام 2009.